# مراجعة الوضع النووي

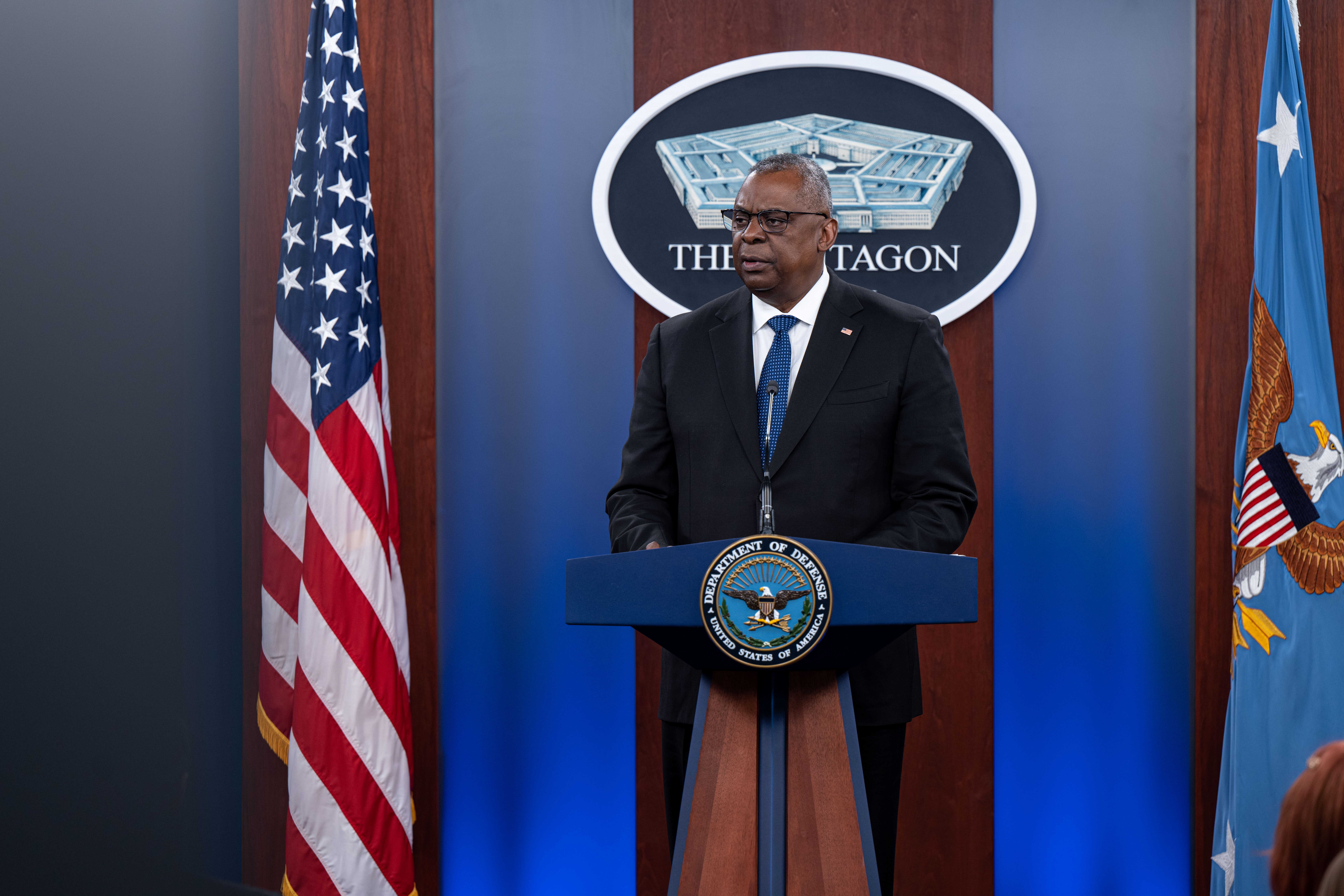
وزير الدفاع أثناء مؤتمر صحفي بعد مراجعة الوضع النووي عام 2022.

مراجعة الوضع النووي (NPR) هي عملية «لتحديد دور الأسلحة النووية في إستراتيجية الأمن الأمريكية».

## التاريخ
كانت أول مراجعة للوضع النووي للقرن الحالي عام 2002 وهو الثاني من هذه المراجعات التي تجرى كل أربع سنوات لقوات الولايات المتحدة النووية التي تقوم بها وزارة الدفاع الأمريكية حيث حدث الأول في عام 1994 وتقوم بعمل تقرير وهو عبارة عن تصنيف الأمن القومي وتقديمه إلى كونغرس الولايات المتحدة.
كما شمل استعراض الوضع النووي لعام 2002 مكونات تتطلب من «البنتاغون» صياغة خطط طوارئ لاستخدام الأسلحة النووية ضد سبعة بلدان على الأقل ليس فقط روسيا و «محور الشر» (العراق وإيران وكوريا الشمالية) ولكن أيضا الصين وليبيا وسوريا.